# Empire (album de Kasabian)
Vous lisez un « bon article » labellisé en 2018.
Cet article concerne l'album de Kasabian. Pour l'album de Queensrÿche, voir Empire.
Pour les articles homonymes, voir Empire (homonymie).
Albums de Kasabian
Live from Brixton Academy
(2005) West Ryder Pauper Lunatic Asylum
(2009)
Singles
1. Empire
Sortie : 24 juillet 2006
2. Shoot the Runner
Sortie : 6 novembre 2006
3. Me Plus One
Sortie : 29 janvier 2007

Empire est le deuxième album studio du groupe britannique de rock indépendant Kasabian sorti le 28 août 2006 sur le label Sony Music Entertainment. Enregistré en quinze jours dans les studios Rockfield au pays de Galles avec le producteur Jim Abbiss, ce disque aux sonorités plus glam rock que le précédent marque le départ de Chris Karloff et l'arrivée de Jay Mehler au sein du groupe. Accompagné de trois singles et globalement bien accueilli par la critique, il entre directement à la première place du classement britannique des ventes d'albums et y obtient un double disque de platine en moins d'un an. Il est aussi disque de platine en Irlande et disque d'or en Australie.
Kasabian entame la promotion de l'album dès l'été via des émissions de télévision et de radio, ainsi qu'en se produisant dans des festivals et en première partie des Rolling Stones pour sa tournée A Bigger Bang. Les musiciens poursuivent leurs concerts en Amérique du Nord, en Europe, au Japon, en Océanie et au Brésil jusque fin 2007. Malgré de multiples nominations pour les cérémonies de récompenses musicales, ils ne remportent que le titre de « meilleur groupe sur scène » lors des NME Awards 2007.

## Historique

### Contexte
Camarades au Community College de Countesthorpe, Sergio Pizzorno, Chris Edwards et Tom Meighan forment avec le batteur Ben Kealy un groupe qui reprend, dans un premier temps, les différents classiques d'Oasis. Rejoints par Chris Karloff, ils commencent à se produire à partir de septembre 1997 sous le nom de Saracuse. Leurs premières compositions les amènent à enregistrer au studio Bedrock de Leicester. La formation explore différentes voies (The Who, The Beatles, Can, Tangerine Dream, Beastie Boys, Stereophonics et la musique électronique,) avant de produire sa première démo en 2001, dont les morceaux sont influencés par Primal Scream, les westerns spaghettis de Sergio Leone, les Stone Roses et dans une moindre mesure par Happy Mondays,, ce qui leur permet de décrocher un contrat avec Sony BMG. Sans batteur depuis le départ de Ben Kealy et à la demande du label, ils se rendent dès le printemps 2002 dans une ferme sur les bords de Rutland Water, un lac artificiel près d'Oakham, pour composer et enregistrer de nouvelles chansons dans l'optique d'y enregistrer leur premier album studio. La formation prend alors le nom de Kasabian.
Pendant les sessions studio, le groupe voit alors se succéder Daniel Ralph Martin, puis Mitch Glover de Kosheen, à la batterie, mais aussi Garret « Jacknife » Lee à la production, et Jim Abbiss au mixage. En attendant que ce dernier termine sa tâche, Kasabian remonte sur scène pour tester ses titres. Néanmoins, Mitch Glover doit laisser sa place à son frère Ryan Glover à la fin de l'été 2003 afin de participer à la tournée de Kosheen. Portés par leur première démo officielle, Processed Beats,, et par The Movement, qui réunit les fans les plus fervents, les jeunes musiciens jouent dans tout le Royaume-Uni pour s'y faire un nom auprès de la presse spécialisée et du public. Ainsi, Eddy Temple-Morris, animateur sur XFM, leur offre son soutien et quelques passages à la radio. En 2004, la formation assure les premières parties de groupes réputés (Black Rebel Motorcycle Club et The Who), sort ses premiers singles (Reason Is Treason le 23 février, Club Foot le 10 mai, L.S.F. (Lost Souls Forever) le 9 août), participe à plusieurs grands festivals estivaux (Glastonbury Festival, T in the Park, V Festival, Reading and Leeds Festivals et Summer Sonic Festival,,), et publie surtout son premier album, Kasabian, le 6 septembre,.
L'album rentre directement à la 4e place du classement britannique des ventes d'albums, est certifié disque d'or au Royaume-Uni en dix jours, puis disque de platine en janvier 2005 et double disque de platine à la fin de l'année, avec presque un million d'exemplaires vendus dans le monde. Alors que Mitch Glover est revenu quelques mois, il laisse définitivement sa place à Ian Matthews pour les tournées de promotion en Europe,,, au Japon,, et sur le continent nord-américain,,. À la suite du concert du 15 décembre 2004 à la Carling Brixton Academy pour le 24e anniversaire de Pizzorno, le groupe met à disposition le live en téléchargement sous le nom Live from Brixton Academy à partir du 4 juillet 2005.

### Enregistrement et production

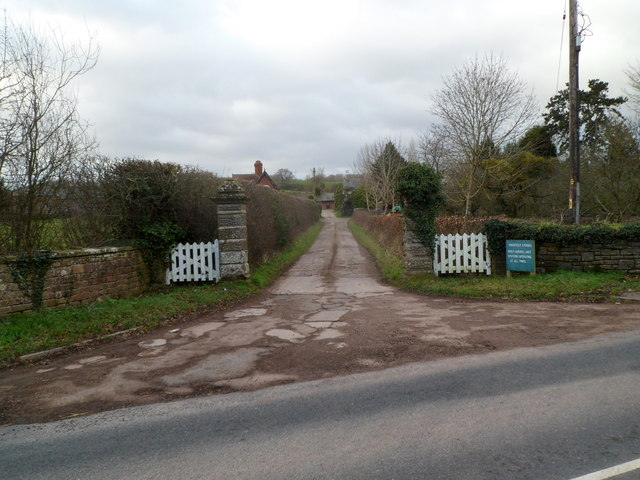
Entrée des studios Rockfield dans lesquels Kasabian enregistre l'album.

Fin 2005, Pizzorno envoie ses premières démos à Jim Abbiss dans l'optique d'un futur album. Les musiciens désirent également changer de lieu pour l'enregistrement car ils se savent plus attendus que pour le premier, mais aussi parce qu'ils souhaitent « trouver l'endroit le plus propice pour libérer leur créativité ». Karloff s'étant marié avec sa petite amie new yorkaise au mois de novembre et vivant désormais là-bas, il ne se voit pas revenir au Royaume-Uni pour les sessions studio. Comme il est l'un des deux auteurs-compositeurs de Kasabian, son départ surprend tout autant l'ancien batteur Ryan Glover que les fans les plus assidus du Movement, alors même que le grand public n'est pas tenu au courant dans l'immédiat.
Malgré une certaine pression, ils enregistrent le deuxième album sur environ quinze jours en février 2006 dans les studios Rockfield, au pays de Galles, au cours desquels le producteur vante leur professionnalisme et surtout leur créativité. En effet, une petite dizaine de chansons est rapidement terminée et malgré cela, ils continuent de composer de nouveaux morceaux. Sous l'impulsion de Pizzorno et d'Abbiss, plusieurs artistes contribuent à la réalisation de ceux-ci : Joana Glaza, de Joana and the Wolf (en), chante sur Empire et des instrumentistes à cordes jouent sur Me Plus One.
Avec le temps passé en studio, les membres de Kasabian se rendent compte que l'absence de Karloff et de sa guitare leur est préjudiciable. Ils proposent donc à Jay Mehler, membre du groupe Mad Action qui les a accompagnés dans une tournée, de participer à l'album sur lequel ils travaillent. Le guitariste monte alors sur scène avec eux, ce qui suscite de nombreuses spéculations de la presse musicale, l'annonce officielle du départ de Karloff n'ayant pas encore été publiée,.

## Parution et réception

### Sortie et succès commercial
L'annonce officielle du départ de Karloff est faite le 17 juillet, une semaine avant la sortie du premier single, Empire. Celui-ci se classe 9e du classement britannique des ventes de singles,. En parallèle des festivals auxquels il participe, Kasabian commence la promotion de son album dès la fin juillet en se rendant dans diverses émissions de télévision et de radio musicales telles celle de Zane Lowe sur la BBC Radio 1, The Friday Night Project (en) sur Channel 4 ou encore aux studios MTV de Londres,.
Empire sort le 28 août et débute directement à la première place du classement britannique des ventes d'albums,. Il atteint la 3e place en Irlande et la 19e en Nouvelle-Zélande. Le disque peine à se vendre dans les autres pays, n'entrant dans le top 50 qu'en Italie et en Suisse,. Il ne fait pas mieux que 56e en France, et ne dépasse pas la 114e place au Billboard 200 (États-Unis). Deux autres singles accompagnent par la suite la parution de ce deuxième album studio : Shoot the Runner le 6 novembre 2006 et Me Plus One le 29 janvier 2007, qui se classent respectivement 14e et 9e,,. Avec plus de 300 000 exemplaires vendus au Royaume-Uni en moins de deux mois, Empire y est certifié disque de platine dès le 20 octobre. Il obtient la même récompense en Irlande pour 15 000 ventes et le disque d'or en Australie avec 35 000 ventes. Après moins d'un an d'exploitation, l'album devient double disque de platine dans son pays d'origine et s'y est depuis écoulé à plus de 800 000 exemplaires,.
La sortie de l'album apporte de multiples nominations pour les différents trophées musicaux, mais une seule récompense finalement. Le 30 octobre 2006, Kasabian et son album Empire sont ainsi devancés par Whatever People Say I Am, That's What I'm Not d'Arctic Monkeys pour le titre de « meilleur album ». La chanson homonyme subit le même sort avec When You Were Young des Killers aux Q Awards dans la catégorie du « meilleur clip »,. Pendant la cérémonie des Brit Awards du 15 février 2007, il est battu par Arctic Monkeys et Muse dans les catégories « meilleur groupe britannique » et « meilleur groupe britannique sur scène ». Il remporte le titre de « meilleur groupe sur scène » lors des NME Awards le 1er mars, mais s'incline une nouvelle fois devant Muse et Arctic Monkeys pour ceux de « meilleur groupe britannique » et de « meilleur album ». Le clip de Bones des Killers finit également devant celui de la chanson Empire,. Le 8 octobre, Kasabian voit encore Muse lui passer devant dans la catégorie du « meilleur groupe sur scène » aux Q Awards.

### Accueil critique
L'accueil médiatique d'Empire est globalement positif, l'album obtenant un score de 65⁄100 sur la base de vingt critiques collectées par le site agrégateur Metacritic. Dan Martin, du NME, voit dans cet album « toute la virtuosité de Kasabian, leur pureté, leur obstination, leur longévité et une très, très grande imagination » et conclut que « ce sera un crève-cœur quand il faudra les départager de Muse et Arctic Monkeys pour l'album de l'année ». Craig McLean, pour The Observer, abonde dans ce sens et le décrit comme « un disque vibrant, enjoué, et — juste de temps en temps — génialement bizarre ». Uncut y retrouve « le contenu lessivé de (What's the Story) Morning Glory? d'Oasis, du dynamisme et une confiance inébranlable en plus. C'est impitoyable ». Mojo estime pour sa part que « l'album est globalement aussi puissant que son titre l'indique », tandis que le magazine Q explique que « les ronchons écriront que c'est un mixage peu original du rock indépendant des années 1990 alors qu'en réalité cet album est bien meilleur que ce qui était fait à l'époque ». Alternative Press en fait même « un pionnier de l'histoire contemporaine du rock ». Pour Entertainment Weekly, « le côté fanfaron est un peu usant à la fin, mais à petites doses, c'est beaucoup de plaisir ».
Parmi les critiques moins favorables, musicOMH voit « une progression par rapport à leur premier album, mais pas encore au niveau de ce qu'ils suggèrent. [...] C'est tout de même un pas significatif dans cette direction ». Sputnikmusic note aussi qu'« il y a de l'amélioration » mais admet que « ce n'est pas le chef-d'œuvre promis ». Pour les Inrockuptibles, « le duo Pizzorno/Meighan n'a pas encore pleinement réussi à dompter tout ce qui faisait la force d'Oasis. Il a réussi à en retrouver l'énergie et l'exaltation, mais n'a pas encore pleinement atteint le même sens de la formule pop, de l'écrin mélodique qui touche instantanément le ventre ». Chris Salmon, du Guardian, ne le juge pas non plus comme « un disque exceptionnel, mais il en offre suffisamment pour qu'il soit considéré comme bon », ajoutant que « la qualité des chansons devrait permettre qu'il se vende comme des petits pains ». Jason MacNeil, pour PopMatters, estime aussi que « c'est un bon deuxième album », mais espère que « le troisième comportera plus d'éléments qui avaient provoqué le choc et l'émerveillement du premier ». David Jeffries, d'AllMusic, partage cet avis et remarque que « le premier album était plus incisif, alors que celui-ci est plus grand, sans forcément être meilleur ». Chris Long, pour la BBC, le considère également comme « un successeur adéquat au premier album » mais nuance en rappelant que « les légendes musicales ont plus d'une corde à leur arc et qu'il est temps que Kasabian trouve les siennes ». Spin pointe du doigt « le changement constant de direction », alors que Rolling Stone le décrit comme « bien pire que leur superficiel mais savoureux premier album » et conclut que « la grosse production sur celui-ci ne fait que rendre plus visible ses défauts ».

### Classements et certifications
| Classement musical            | Meilleure position |
| ----------------------------- | ------------------ |
| Allemagne (Media Control AG)  | 68                 |
| Australie (ARIA)              | 64                 |
| Autriche (Ö3 Austria Top 40)  | 64                 |
| États-Unis (Billboard 200)    | 114                |
| France (SNEP)                 | 56                 |
| Irlande (IRMA)                | 3                  |
| Italie (FIMI)                 | 40                 |
| Nouvelle-Zélande (RIANZ)      | 19                 |
| Royaume-Uni (UK Albums Chart) | 1                  |
| Suisse (Schweizer Hitparade)  | 47                 |

| Pays        | Ventes    | Certifications |
| ----------- | --------- | -------------- |
| Australie   | 35 000 +  | Or             |
| Irlande     | 15 000 +  | Platine        |
| Royaume-Uni | 600 000 + | 2 × Platine    |

### Tournées

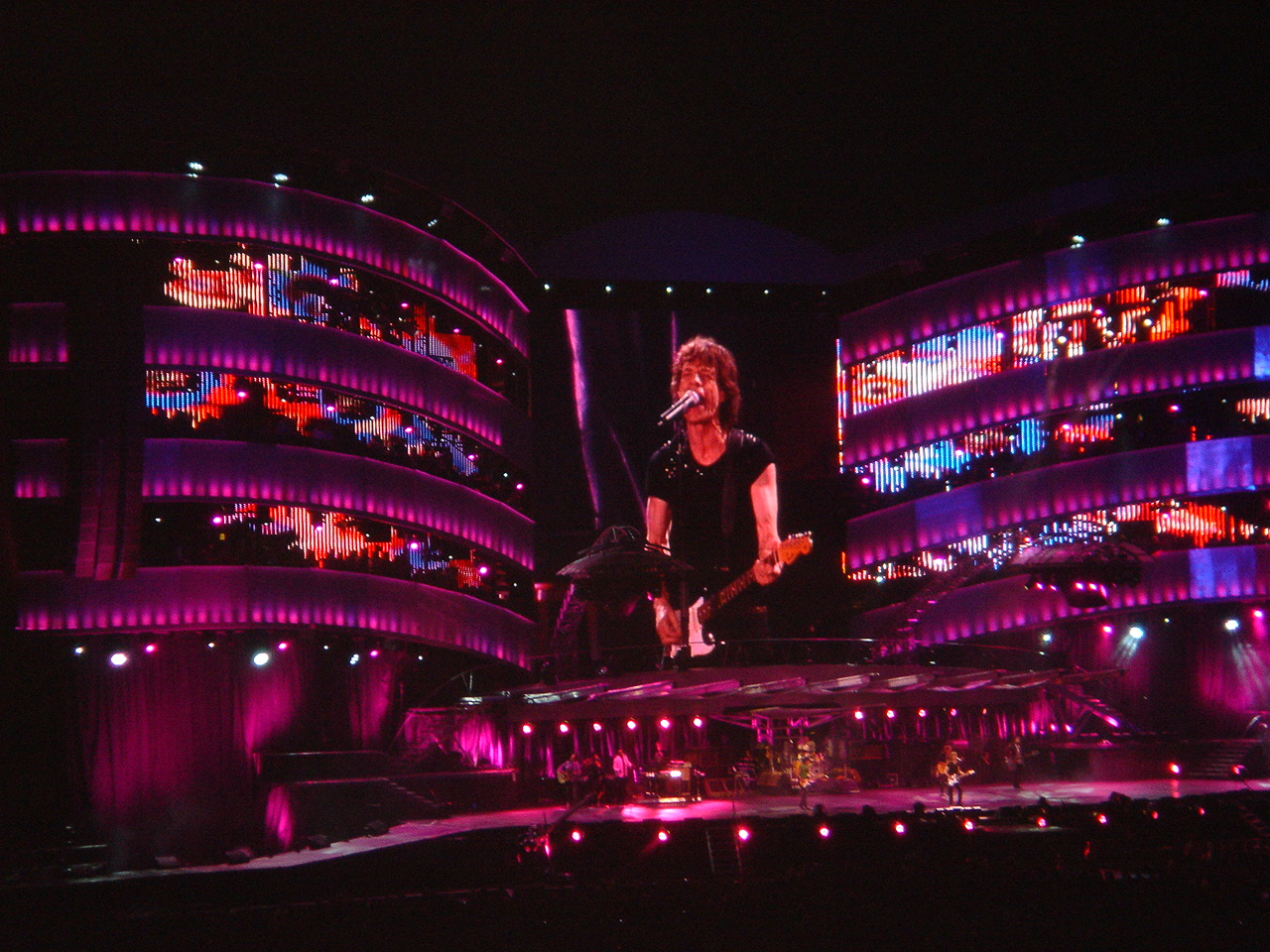
Kasabian est en première partie des Rolling Stones sur plusieurs dates lors de leur tournée A Bigger Bang.

Dès juillet 2006, Kasabian commence la promotion de son deuxième album en participant à l'Oxegen le 8 et au T in the Park le 9, en plus de quelques passages en radio. Au mois d'août, le groupe fait la première partie des Rolling Stones pour leur tournée A Bigger Bang à Zurich et à Nice, avant d'alterner festivals et concerts : Ibiza Rocks (en) le 12 avec Noel Gallagher (Oasis), Édimbourg le 14, la Brixton Academy le 15, Dublin le 17, puis le V Festival les 19 et 20, et Rock en Seine le 25,.
Après un passage dans les studios de la radio XFM, à la Maroquinerie de Paris et au KOKO début septembre, ils poursuivent leur tournée avec vingt dates aux États-Unis et au Canada du 17 septembre au 16 octobre, participant également à l'émission Late Show with David Letterman le 19 septembre. Début novembre, ils participent à un concert caritatif aux côtés de Noel Gallagher pour l'association Focus 12 qui lutte contre les addictions à la drogue, avant d'effectuer de nombreuses émissions radiotélévisées (XFM, BBC Radio 2, Later... with Jools Holland, Top of the Pops 2 et Taratata notamment) pour la sortie du single Shoot the Runner. Le groupe retourne ensuite aux États-Unis pour une tournée de sept dates, du 13 novembre à Millvale en Pennsylvanie au 21 à Dallas au Texas,, avant d'enchaîner avec une dizaine de concerts au Royaume-Uni pour conclure l'année.
Kasabian débute 2007 par une série de huit concerts au Japon du 6 au 14 janvier, puis par quelques dates en Australie et en Nouvelle-Zélande, notamment dans le cadre du festival itinérant Big Day Out, du 18 janvier au 4 février. Il remonte ensuite sur scène pour une tournée en Europe (Belgique, Suisse, Allemagne, France, Pays-Bas et Espagne) au cours du mois de février. Le 29 mars, il participe pour la première fois à la soirée donnée en faveur de l'association Teenage Cancer Trust (en) au Royal Albert Hall, qui voit la venue de Noel Gallagher, The Coral ou encore The Who.
La formation se produit dans quelques festivals européens avant l'arrivée de l'été : Green Energy Festival au château de Dublin le 5 mai, le Radio 1's Big Weekend à Preston le 19 mai, le Festival de l'île de Wight le 9 juin et le Glastonbury Festival le 22 juin. Lors de cette tournée, les musiciens découvrent de nouveaux pays comme la Serbie, la Hongrie ou encore la Roumanie, avant de revenir à Londres pour l'unique représentation du Live Earth le 7 juillet, à Wembley. Ils continuent ensuite sur le vieux continent jusqu'à la fin du mois — T in the Park le lendemain, Somerset House le 13, Ibiza Rocks les 16 et 17, Vieilles Charrues le 22, Vodafone Live! le 26 et iTunes Festival le 31, — avant de s'envoler pour le Japon et le Summer Sonic Festival à Osaka et Tokyo,. Le mois d'août voit une nouvelle fois le groupe se produire dans des festivals : Lowlands, V Festival, Musikfestwochen et Jersey Live. Après un ultime festival pour 2007, le Planeta Terra le 10 novembre au Brésil, les membres de Kasabian achèvent l'année par une vente aux enchères de soixante-deux guitares Gibson, dont l'objectif est d'obtenir des fonds pour la musicothérapie Nordoff-Robbins, The Prince's Trust et Teenage Cancer Trust.

## Caractéristiques artistiques

### Thèmes et compositions
Empire reste dans la continuité de Kasabian, qui savait « conjuguer la flamboyance et l'instantanéité de la pop avec l'énergie implacable des raves et des clubs remplis à ras bord d'acides », du rock indépendant s'inspirant notamment des Stone Roses, de Primal Scream et des Happy Mondays. Ce deuxième album est malgré tout décrit comme « meilleur », « une amélioration » par rapport au précédent et « sensiblement plus complet et plus sophistiqué »,. Il est également synonyme de « remise en question et de renouvellement », trouvant ses racines plutôt du côté des années 1970 : « l'enivrant rock électronique est renforcé par le glam rock de Gary Glitter » et le metal de Led Zeppelin, de Black Sabbath, ainsi que de Sticky Fingers et Exile on Main St. des Rolling Stones font leur apparition,,,.
Empire débute par le single homonyme, qui « reprend les codes qui ont fait le succès du premier album », mais s'inspire aussi du glam rock de Sweet, Slade et Ian Brown pour compléter les habituelles influences de Primal Scream,. Shoot the Runner est une « épopée pétillante » au rythme léger qui pourrait venir de Tommy James and the Shondells,. Incluant un solo de guitare au « riff déformé », la chanson aux accents du Moyen-Orient rappelle elle aussi l'époque du glam rock et la puissance des Happy Mondays,,. Last Trip (In Flight) est un morceau « plus délicat, moins brut », qui respire l'amour et le psychédélisme des Beatles. La ressemblance avec Shoot Speed Kill Light de Primal Scream y est assez marquée,. Le « rock léger et joyeux » du troisième et dernier single, Me Plus One, adopte « une guitare plus volubile et un rythme plus intelligent », des « mélodies plus entrainantes et un chant plus conséquent », pour lequel Meighan quitte le « chant mantra » pour une voix proche de celle de Mick Jagger,. On retrouve des cordes comme le faisait Led Zeppelin, mais ce quatrième titre rappelle surtout Primal Scream, The Chemical Brothers et Noel Gallagher.
Sun Rise Light Flies, qui reprend la formule de L.S.F. (Lost Souls Forever), avec une sonorité electronica, plusieurs changements de tempo et l'utilisation massive d'instruments à cordes et de chœurs dans le refrain, pourrait figurer sur un des trois premiers albums d'Oasis,. Apnoea se démarque des autres chansons par la techno en fond, la batterie à contre-temps et le mélange de guitares et de beat comme l'ont fait les Chemical Brothers par le passé,,,. La sur-production, ainsi que « l'étincelle, l'énergie et la verve » présente sur le morceau rappelle le premier album. Commençant doucement avec des notes légères de guitare puis gagnant en puissance avec l'ajout de synthétiseurs pour en faire un morceau solide de techno-rock, agrémenté de cordes, By My Side est un titre tonitruant de la période dub de Primal Scream, Danger Mouse, Simian et Paul Oakenfold. Cette « délicieuse et mémorable chanson » qui va plaire sur scène est de celles qu'on retrouve dans les James Bond,.

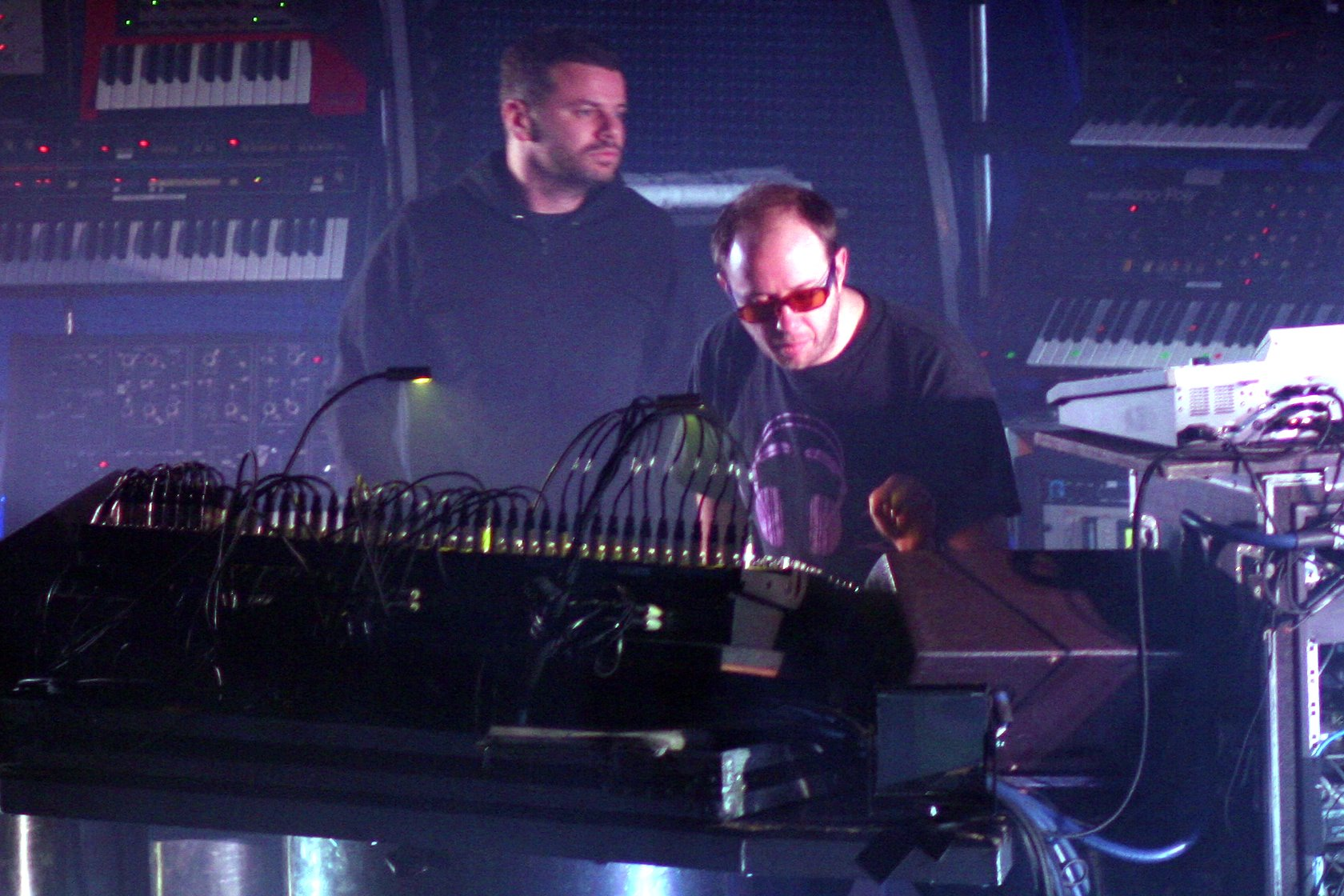
Les influences du glam rock et des Chemical Brothers (en photo) sont majoritaires sur cet album.

Les huitième et neuvième titres, Stuntman et Seek & Destroy, sont similaires et basées sur un rythme dance rapide sur lequel des sections plus fantasques empruntées aux raves sont ajoutées pour former un mélange inspiré de Primal Scream, des Chemical Brothers et de Noel Gallagher,. British Legion « montre le côté gentil du groupe » et s'apparente à une ballade acoustique chantée par la voix tremblotante de Pizzorno,,. L'album s'achève sur The Doberman, construit progressivement autour de riffs de guitare country et un duo vocal, avant l'arrivée d'une trompette claironnante,. La chanson, influencée par Ennio Morricone, alterne ainsi entre l'esprit d'AC/DC et celui de Bitter Sweet Symphony,.

### Titre et pochette
Le titre est souvent malencontreusement interprété comme politique alors que c'est en réalité le mot qu'utilise le groupe pour décrire « quelque chose de bien ». Selon eux, « ce n'est pas à prendre sérieusement ». Le nom du groupe et d'album figurent cette fois-ci sur la pochette. Le groupe souhaitait s'éloigner de la « mentalité gang » du premier album et des connotations que ça a apporté. Meighan explique que « le côté militaire n'est plus d'actualité. On a vu un jeu de cartes à jouer et il avait l'air cool ». Matthews ajoute qu'ils ont exploré plusieurs possibilités et que certaines étaient « assez affreuses », il précise notamment que reprendre l'homme en couverture en était une et qu'il est nécessaire de « constamment explorer différents esthétismes plus en accord avec ce que le groupe fait ». Les illustrations de l'album et des singles réalisées par Andy Hayes (id) s'inspirent alors du Florentin de Paul-Émile Bécat, un jeu de cartes à jouer érotiques. Pizzorno « le trouve magnifique. [Il] adore les couleurs, le regard et la façon dont il tient la fille. Il y a des histoires folles autour des cartes, beaucoup de choses ont été gagnées et perdues aux cartes ». Le livret de l'album contient aussi une photographie des quatre membres prise par Julie Verhoeven, ainsi que les paroles.

## Fiche technique
Les informations proviennent du livret fourni avec l'édition 2006 du CD.

### Pistes de l'album
Toutes les paroles sont écrites par Sergio Pizzorno, toute la musique est composée par Sergio Pizzorno sauf mention contraire.
| No  | Titre                 | Musique          | Durée |
| --- | --------------------- | ---------------- | ----- |
| 1.  | Empire                | Pizzorno/Karloff | 3:53  |
| 2.  | Shoot the Runner      |                  | 3:27  |
| 3.  | Last Trip (In Flight) |                  | 2:53  |
| 4.  | Me Plus One           |                  | 2:28  |
| 5.  | Sun Rise Light Flies  |                  | 4:08  |
| 6.  | Apnoea                |                  | 1:48  |
| 7.  | By My Side            | Pizzorno/Karloff | 4:14  |
| 8.  | Stuntman              | Pizzorno/Karloff | 5:19  |
| 9.  | Seek & Destroy        |                  | 2:15  |
| 10. | British Legion        |                  | 3:19  |
| 11. | The Doberman          |                  | 5:34  |

### Interprètes
Kasabian
- Tom Meighan : chant
- Sergio Pizzorno : guitare rythmique, chœurs, synthétiseur
- Chris Edwards : basse
- Ian Matthews : batterie

Musiciens additionnels
- Joanna Wolf : chœurs sur Empire
- Farhat Bouallagui : alto et violon sur Empire, Me Plus One, Sun Rise Light Flies et The Doberman
- Bouzid Ezzedine : violon sur Empire, Me Plus One, Sun Rise Light Flies et The Doberman
- Jasser Haj Youssef : violon sur Empire, Me Plus One, Sun Rise Light Flies et The Doberman
- James Banbury : violoncelle sur By My Side
- Jo Archard : violon sur By My Side
- Fiona McCapra : violon sur By My Side
- Vince Greene : alto sur By My Side
- Nick Attwood : trombone sur Shoot the Runner
- Craig Crofton : saxophone sur Shoot the Runner
- Gary Alesbrook : trompette sur The Doberman

### Équipe de production
- Jim Abbiss : production
- Andy Wallace : mixage
- Barny : ingénieur du son, mixage
- Jean-Loup Morette : ingénieur du son
- Beatle Ben, Owen Skinner : assistants ingénieurs du son
- George Marino : matriçage
- Julie Verhoevan : photographie
- Andy Hayes (id) : design & artwork

### Ouvrage
- (en) Joe Shooman, Kasabian : Sound, Movement & Empire, Independent Music Press, 24 avril 2008, 176 p. (ISBN 190619100X et 978-1906191009)

1. ↑  Shooman 2008, p. 15
2. ↑  Shooman 2008, p. 16-17
3. ↑  Shooman 2008, p. 19
4. ↑  Shooman 2008, p. 20-21
5. ↑  Shooman 2008, p. 22-23
6. ↑  Shooman 2008, p. 28-29
7. ↑  Shooman 2008, p. 33
8. ↑  Shooman 2008, p. 39
9. ↑  Shooman 2008, p. 42-43
10. ↑  Shooman 2008, p. 32
11. ↑  Shooman 2008, p. 47
12. ↑  Shooman 2008, p. 54-55
13. ↑  Shooman 2008, p. 58-59
14. ↑  Shooman 2008, p. 56-57
15. ↑  Shooman 2008, p. 62-63
16. ↑  Shooman 2008, p. 65
17. ↑  Shooman 2008, p. 66-67
18. ↑  Shooman 2008, p. 70-71
19. ↑  Shooman 2008, p. 73
20. ↑  Shooman 2008, p. 74-75
21. ↑  Shooman 2008, p. 80-81
22. ↑  Shooman 2008, p. 99
23. ↑  Shooman 2008, p. 102
24. ↑  Shooman 2008, p. 97
25. ↑  Shooman 2008, p. 100-101
26. ↑  Shooman 2008, p. 113
27. ↑  Shooman 2008, p. 111-112
28. 1 2  Shooman 2008, p. 131
29. ↑  Shooman 2008, p. 95
30. ↑  Shooman 2008, p. 106-108
31. ↑  Shooman 2008, p. 124-125
32. ↑  Shooman 2008, p. 126-127
33. ↑  Shooman 2008, p. 114-115
34. ↑  Shooman 2008, p. 122-123
35. ↑  Shooman 2008, p. 128-129
36. ↑  Shooman 2008, p. 116-117
37. ↑  Shooman 2008, p. 132-133
38. ↑  Shooman 2008, p. 134-136
39. ↑  Shooman 2008, p. 137-139
40. ↑  Shooman 2008, p. 140-141
41. ↑  Shooman 2008, p. 142-143
42. 1 2 3  Shooman 2008, p. 146-147
43. 1 2 3  Shooman 2008, p. 148-149
44. 1 2 3 4 5  Shooman 2008, p. 152-153
45. 1 2  Shooman 2008, p. 156-157
46. 1 2 3 4 5  Shooman 2008, p. 158-159
47. 1 2  Shooman 2008, p. 150-151
48. ↑  Shooman 2008, p. 154
49. ↑  Shooman 2008, p. 155
50. 1 2 3  Shooman 2008, p. 160-161
51. 1 2  Shooman 2008, p. 162-163
52. ↑  Shooman 2008, p. 164-165

Autres ouvrages
1. 1 2  (en) Empire, Kasabian, 2006, Livret album, Sony BMG Music Entertainment, 82876-89342-27

### Articles de presse
1. 1 2  (en) « Review: Kasabian, 'Empire' », Spin,‎ octobre 2006, p. 99
2. 1 2  (en) « Empire / Album Reviews / Rolling Stone », Rolling Stone,‎ 21 septembre 2006, p. 88
3. 1 2  (en) « Empire Review », Entertainment Weekly,‎ 22 septembre 2006, p. 95
4. 1 2  (en) « Empire (Kasabian) Review », Alternative Press,‎ décembre 2006, p. 200
5. 1 2  (en) « Kasabian - Empire Review », Q,‎ octobre 2006, p. 116
6. 1 2  (en) « Kasabian - Empire Review », Mojo,‎ octobre 2006, p. 96
7. 1 2  (en) « Kasabian - Empire », Uncut,‎ septembre 2006, p. 80
8. 1 2  (en) « Kasabian », NME,‎ 9 septembre 2006

### Autres sources
1. ↑  (en) « Processed Beats (Demo) », sur kasabian.co.uk (consulté le 31 mars 2012)
2. ↑  (en) « Reason Is Treason », sur kasabian.co.uk (consulté le 31 mars 2012)
3. ↑  (en) « Club Foot », sur kasabian.co.uk (consulté le 31 mars 2012)
4. ↑  (en) « Kasabian », sur kasabian.co.uk (consulté le 31 mars 2012)
5. 1 2  (en) « KASABIAN », sur officialcharts.com (consulté le 21 juin 2013)
6. 1 2 3 4  (en) « Certified Awards - BPI », sur bpi.co.uk (consulté le 19 février 2013)
7. ↑  (en) « SxSw 2005 line-up boasts hundreds of great bands! », sur drownedinsound.com (consulté le 22 juin 2013)
8. ↑  (en) « Coachella 2005 », sur songkick.com (consulté le 22 juin 2013)
9. ↑  (en) « Live from Brixton Academy », sur kasabian.co.uk (consulté le 6 avril 2012)
10. 1 2  (en) « Kasabian Announce The Departure Of Chris Karloff », sur kasabian.co.uk (consulté le 1er avril 2012)
11. ↑  (en) « Kasabian Concert Setlist at Maida Vale Studios, London on July 26, 2006 - setlist.fm », sur setlist.fm (consulté le 7 février 2018)
12. ↑  (en) « "The Friday Night Project" Episode #3.7 (TV Episode 2006) - IMDb », sur imdb.com (consulté le 7 février 2018)
13. ↑  (en) « Kasabian Rock MTV Studios! - MTV UK », sur mtv.co.uk (consulté le 7 février 2018)
14. 1 2  (en) Official Albums Chart Top 100. UK Albums Chart. The Official Charts Company.
15. 1 2  (en) GfK Chart-Track. Irish Albums Chart. Irish Recorded Music Association.
16. 1 2  (en) Charts.org.nz – Kasabian – Empire. RIANZ. Hung Medien.
17. 1 2  (en) Italiancharts.com – Kasabian – Empire. FIMI. Hung Medien.
18. 1 2  (en) Swisscharts.com – Kasabian – Empire. Schweizer Hitparade. Hung Medien.
19. 1 2  Lescharts.com – Kasabian – Empire. SNEP. Hung Medien.
20. 1 2  (en) Kasabian - Chart history – Billboard. Billboard 200. Prometheus Global Media.
21. 1 2  (en) « 2006 Certification Awards Platinum », sur irishcharts.ie (consulté le 2 avril 2013)
22. 1 2  (en) « ARIA Charts - Accreditations - 2011 Albums », Australian Recording Industry Association (consulté le 2 avril 2013)
23. ↑  (en) « Kasabian's Official Top 10 biggest singles revealed », sur officialcharts.com (consulté le 14 février 2018)
24. ↑  (en) « The Q Awards 2006 », sur celebritiesworldwide.com (consulté le 7 février 2018)
25. ↑  (en) « Brit Awards 2007 », sur brits.co.uk (consulté le 20 mars 2012)
26. ↑  (en) « The Shockwaves NME Awards: full winners list - NME », sur nme.com (consulté le 20 mars 2012)
27. ↑  (en) « The Q Awards 2007 », sur celebritiesworldwide.com (consulté le 7 février 2018)
28. 1 2  (en) « Critic Reviews for Empire - Metacritic », sur metacritic.com (consulté le 18 novembre 2014)
29. 1 2 3 4 5 6 7 8 9 10 11 12  (en) Chris Salmon, « Empire Review », The Guardian (consulté le 18 novembre 2014)
30. 1 2 3 4 5 6 7 8 9 10  (en) Dan Martin, « Kasabian: Empire », NME (consulté le 18 novembre 2014)
31. 1 2 3 4 5 6 7 8 9 10 11  (en) Jason MacNeil, « Kasabian: Empire », PopMatters (consulté le 18 novembre 2014)
32. 1 2 3 4 5  (en) David Jeffries, « Empire - Kasabian - Songs, Reviews, Credits - AllMusic », AllMusic (consulté le 18 novembre 2014)
33. 1 2 3 4 5  (en) Craig McLean, « CD: Kasabian, Empire - Music- The Guardian », The Observer (consulté le 6 février 2018)
34. 1 2 3 4  (en) Tim Lee, « Kasabian – Empire - Album Reviews - musicOMH », musicOMH (consulté le 6 février 2018)
35. 1 2 3 4 5 6 7 8 9 10  (en) « Kasabian - Empire (album review ) - Sputnikmusic », Sputnikmusic (consulté le 6 février 2018)
36. 1 2 3 4  « LesInrocks - Empire », Les Inrockuptibles (consulté le 11 février 2018)
37. 1 2  (en) Chris Long, « BBC - Music - Review of Kasabian - Empire », BBC (consulté le 11 février 2018)
38. ↑  (de) Charts.de – Kasabian – Empire. GfK Entertainment. PhonoNet GmbH.
39. ↑  (en) Australian-charts.com – Kasabian – Empire. ARIA Top 50 album. Hung Medien.
40. ↑  (de) Austriancharts.at – Kasabian – Empire. Ö3 Austria Top 40. Hung Medien.
41. ↑  (en) « History - Oxegen », sur oxegen.ie (consulté le 15 avril 2012)
42. ↑  (en) « Kasabian Setlist at T in the Park 2006 », sur setlist.fm (consulté le 15 avril 2012)
43. ↑  (en) « Kasabian Setlist at Ibiza Rocks, Ibiza Town, Spain », sur setlist.fm (consulté le 15 avril 2012)
44. ↑  (en) « Kasabian Setlist at Corn Exchange, Edinburgh, Scotland », sur setlist.fm (consulté le 15 avril 2012)
45. ↑  (en) « Kasabian Setlist at Carling Academy Brixton, London, England », sur setlist.fm (consulté le 15 avril 2012)
46. ↑  (en) « Kasabian Setlist at Marlay Park, Dublin, Ireland », sur setlist.fm (consulté le 15 avril 2012)
47. ↑  (en) « Kasabian Setlist at V 2006 », sur setlist.fm (consulté le 15 avril 2012)
48. ↑  (en) « Kasabian Setlist at V 2006 », sur setlist.fm (consulté le 15 avril 2012)
49. ↑  (en) « Kasabian Setlist at Rock en Seine 2006 », sur setlist.fm (consulté le 15 avril 2012)
50. ↑  (en) « Kasabian Setlist at Mr. Small's Theatre, Millvale, PA, USA », sur setlist.fm (consulté le 20 juillet 2013)
51. ↑  (en) « Kasabian Setlist at Gypsy Tea Room, Dallas, TX, USA », sur setlist.fm (consulté le 20 juillet 2013)
52. ↑  (en) « Kasabian Setlist at Isle of Wight 2007 », sur setlist.fm (consulté le 20 juillet 2013)
53. ↑  (en) « Kasabian Setlist at Live Earth London », sur setlist.fm (consulté le 20 juillet 2013)
54. ↑  (en) « Kasabian Setlist at Summer Sonic Osaka 2007 », sur setlist.fm (consulté le 20 juillet 2013)
55. ↑  (en) « Kasabian Setlist at Summer Sonic Tokyo 2007 », sur setlist.fm (consulté le 20 juillet 2013)
56. ↑  (en) « Kasabian Setlist at Planeta Terra Festival 2007 », sur setlist.fm (consulté le 20 juillet 2013)